# Parental Advisory

Поточний знак Parental Advisory, введений у 1996 році.

Parental Advisory (також Parental Advisory Label, скорочено PAL або PA) — знак, що поміщається на обкладинки музичних альбомів, що попереджає покупців про те, що альбом містить ненормативну лексику або тексти провокаційного або непристойного характеру. Він був введений у 1987 році Американською асоціацією звукозаписних компаній з метою попередити батьків про те, що альбом, зазначений цим знаком, не призначений для прослуховування дітьми. Зовнішній вигляд знака кілька разів змінювався. В 1990 був введений чорно-білий знак, оновлений варіант якого, створений в 1996, використовується в даний час. Етикетку вперше наклеїли на фізичні платівки зі швидкістю 33 1/3 об/хв, компакт-диски та касети, а також її включили до цифрових списків, які пропонують музичні онлайн-магазини.

## Історія

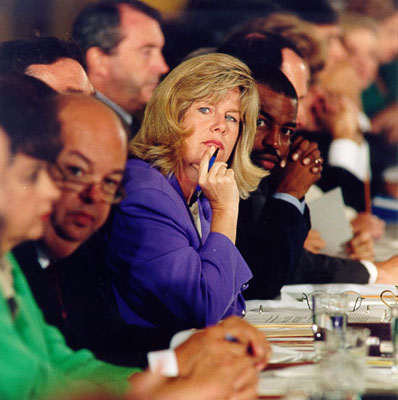
Тіппер Ґор у 1985 році

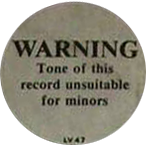
Рання версія попереджувальної етикетки, яка використовувалася в 1980-х роках.

У 1984 році в США було створено громадську організацію Parents Music Resource Center (PMRC), метою якої стало здійснення контролю за тим, яку музику слухають діти. Незабаром після створення, в 1985 році, організація створила «Filthy Fifteen» — список з п'ятнадцяти пісень, які вони визначили найбільш зухвалими. Особливої критики зазнала композиція «Darling Nikki» Прінса: Мері «Тіппер» Ґор, дружина сенатора Ела Гора і одна із засновниць PMRC, купивши своєї дочки саундтрек до фільму «Пурпурний дощ», що містить цю композицію, виявила в ній згадку про мастурбацію. Спочатку була запропонована система рейтингів, заснована на системі рейтингів Американської кіноасоціації, проте Американська асоціація звукозаписних компаній (RIAA) погодилася використовувати лише один загальний попереджувальний знак. 19 вересня 1985 року в комітеті Сенату Конгресу США з комерції, науки та транспорту пройшли слухання, під час яких обговорювалося це питання. На слухання було також запрошено музикантів. Як пише журнал Rolling Stone, PMRC очікували побачити стереотипних рок-музикантів, а натомість «отримали трьох красномовних музикантів: Френка Заппу, Джона Денвера і Ді Снайдера — тверезого сім'янина, здатного посперечатися з сенаторами, говорити про відповідальний текст своїх пісень від сюрреалістичних інтерпретацій PMRC». Однак на той момент питання про використання попереджувального знака вже було вирішено. Через два місяці після слухань було оголошено про введення попереджувального знака «Explicit Lyrics — Parental Advisory». Також було запропоновано альтернативний варіант: музиканти могли надрукувати тексти пісень на звороті обкладинки. Однак використання подібного знака не було повсюдним, а якщо він і використовувався, його зовнішній вигляд і формулювання постійно змінювалися.

Колишній дизайн наклейки Parental Advisory використовувався в 1990-х роках; цей логотип також існував разом із поточною етикеткою з 1996 по 2001 рік.

У 1990 році законодавчі збори 22 штатів збиралися ухвалити закон, що зобов'язує звукозаписні компанії поміщати подібний знак у вигляді наклейки на обкладинки альбомів, а також відповідальність за відсутність подібного знака. Під їх тиском більшість звукозаписних компаній почала використовувати чорно-білий знак «Parental Advisory: Explicit Lyrics» (з англ. —«До уваги батьків: відверті тексти»). Першим альбомом, зазначеним цим знаком, став Banned in the U.S.A. хіп-хоп-групи 2 Live Crew, випущений у липні 1990 року. Станом на 1992 близько 225 альбомів були відзначені цим знаком. У 1996 році, після ще одних слухань, знак було змінено на «Parental Advisory: Explicit Content» (з англ. — «До уваги батьків: відвертий зміст»), а також став частиною самої обкладинки, а не наклейкою поверх неї, з метою здешевлення та спрощення виробництва. У 2002 році компанія BMG Music Group стала використовувати крім знака Parental Advisory додаткові, більш чіткі позначення. У 2011 році Британська асоціація виробників фонограм (BPI) зробила знак Parental Advisory обов'язковим до використання у Великій Британії у сервісах потокового мовлення, таких як Spotify та YouTube.

## Використання
Чітких критеріїв, які альбоми повинні містити знак Parental Advisory, не існує і рішення про його використання приймається лейблом, що випускає альбом. Однак RIAA та BPI створили низку рекомендацій. Так, згідно з RIAA, знак Parental Advisory повинен використовуватися для альбомів, що містять «ненормативну лексику, сцени насильства, сексу або зловживання наркотичними речовинами в мірі, що заслуговує на попередження батьків». BPI у своїх рекомендаціях також називає «расистську, гомофобну, женоненависницьку або іншу дискримінаційну лексику чи поведінку», а також «небезпечну чи кримінальну поведінку <…>, зображену таким чином, що вона вихваляє подібну поведінку або заохочує наслідування її».

## Відредагований відповідник
Також альбом може бути випущений у цензурованій, «відредагованій» (англ. edited ) версії, також званої «чистої» (англ. clean), в той час як оригінальна називається «брудною» (англ. dirty ). RIAA радить випускати відредаговані версії одночасно з оригінальними та заявляє, що з відредагованих версій не обов'язково видаляти всі спірні елементи, «щоб не ставити під загрозу художню творчість». Ряд роздрібних мереж, серед яких Wal-Mart, відмовляються продавати невідредаговані версії альбомів, вимагаючи не тільки зміни текстів та перейменування композицій, але іноді й зміни обкладинок. Відредаговані версії часто критикують. Так Кіт Колфілд, редактор журналу Billboard, заявляє: «Якщо ви фанат хіп-хопу, ви не купуватимете чисті версії в Wal-Mart. У них буде вирізано дуже багато». За словами рок-музиканта Ді Снайдера, «коли дорослий чоловік чи жінка приходять купити новий альбом, вони, швидше за все, не отримають те, що хотів уявити їм музикант. Вони отримають версію, створену їм корпораціями».

## Вплив
За свою більш ніж 20-річну історію знак Parental Advisory набув статусу культового. Водночас він неодноразово критикувався. Критики відзначали його неефективність: у 90-х дитина могла попросити старшого друга або продавця допомогти йому з покупкою, а з появою інтернету він може слухати будь-яку музику без чиєїсь допомоги. Крім того, зазначалося, що знак дозволяє дітям легше відшукати заборонені альбоми в магазинах. Також зазначалося, що альбоми, відзначені знаком Parental Advisory, продаються краще за альбоми без подібного знака. Філіп Бейлі, учасник групи Earth, Wind & Fire, заявляє: «У більшості випадків [альбоми з Parental Advisory] у ряді районів будуть продаватися краще. Все що потрібно зробити — це сказати людям, що це щось заборонене і всі вони відразу захочуть подивитися на це». Музичний критик Кріс Моленфі додає: «[Альбоми] багатьох відомих музикантів, пов'язаних із хіп-хопом, постійно отримують [даний знак], але це не заважає їм підніматися на перші місця у чартах. Навіть ті, кого я назвав би середнячками, на зразок Wale або J. Cole, постійно дебютують на перших рядках. Jay-Z займає перше місце серед сольних музикантів за кількістю альбомів, що посіли перше місце [у Billboard 200 ], і друге місце серед усіх музикантів, поступаючись лише The Beatles. При цьому кожен альбом Jay-Z містив знак Parental Advisory». Том Коул з NPR прокоментував, що лейбл Parental Advisory став «фактом життя купівлі музики», через що нинішнім споживачам було важко зрозуміти широку суперечку, яка виникла після його появи. Грег Беато з Reason зауважив, що до 1990-х років «хіп-хоп альбом, який не містив наклейку, був підозрілим у мистецькому плані».